# Critérium International
Critérium International, till och med 1978 Critérium National de la Route, var ett tvådagars etapplopp som kördes i Frankrike varje vår i slutet av mars. Det kördes för första gången år 1932 och var fram till 1979 enbart öppet för franska cyklister.
Ingen svensk vann loppet, men första pallplatsen tog Sven-Åke Nilsson då han kom trea 1979. Därefter har Thomas Lövkvist kommit tvåa 2007 och Gustav Larsson tvåa 2008.
Loppet lades ner av arrangören Amaury Sport Organisation efter 2016 på grund av att det kom i skuggan av de andra tävlingar som arrangerades samma helg (Gent-Wevelgem, E3 Harelbeke och Katalonien runt).

## Vinnare
| 1932 | Léon Le Calvez               |
| 1933 | André Leducq                 |
| 1934 | Roger Lapébie                |
| 1935 | René Le Grevès               |
| 1936 | Paul Chocque                 |
| 1937 | Roger Lapébie René Le Grevès |
| 1938 | Pierre Jaminet               |
| 1939 | André Deforge                |
| 1940 | Emile Idée                   |
| 1941 | Yvan Marie Benoît Faure      |
| 1942 | Emile Idée Emile Bertocco    |
| 1943 | Emile Idée Louis Gauthier    |
| 1944 | Roger Piel                   |
| 1945 | Jo Goutorbe                  |
| 1946 | Kleber Piot                  |
| 1947 | Emile Idée                   |
| 1948 | Camille Danguillaume         |
| 1949 | Emile Idée                   |
| 1950 | Pierre Barbotin              |
| 1951 | Louison Bobet                |
| 1952 | Louison Bobet                |
| 1953 | Robert Desbats               |
| 1954 | Roger Hassenforder           |
| 1955 | René Privat                  |
| 1956 | Roger Hassenforder           |
| 1957 | Jean Forestier               |
| 1958 | Roger Hassenforder           |

| 1959 | André Darrigade          |
| 1960 | Jean Graczyk             |
| 1961 | Jacques Anquetil         |
| 1962 | Joseph Groussard         |
| 1963 | Jacques Anquetil         |
| 1964 | Raymond Poulidor         |
| 1965 | Jacques Anquetil         |
| 1966 | Raymond Poulidor         |
| 1967 | Jacques Anquetil         |
| 1968 | Raymond Poulidor         |
| 1969 | Gilbert Bellone          |
| 1970 | Georges Chappe           |
| 1971 | Raymond Poulidor         |
| 1972 | Raymond Poulidor         |
| 1973 | Jean-Pierre Danguillaume |
| 1974 | Bernard Thévenet         |
| 1975 | Jacques Esclassan        |
| 1976 | Patrick Beon             |
| 1977 | Jean Chassang            |
| 1978 | Bernard Hinault          |
| 1979 | Joop Zoetemelk           |
| 1980 | Michel Laurent           |
| 1981 | Bernard Hinault          |
| 1982 | Laurent Fignon           |
| 1983 | Sean Kelly               |
| 1984 | Sean Kelly               |
| 1985 | Stephen Roche            |
| 1986 | Urs Zimmerman            |

| 1987 | Sean Kelly              |
| 1988 | Erik Breukink           |
| 1989 | Miguel Indurain         |
| 1990 | Laurent Fignon          |
| 1991 | Stephen Roche           |
| 1992 | Jean-François Bernard   |
| 1993 | Erik Breukink           |
| 1994 | Giorgio Furlan          |
| 1995 | Laurent Jalabert        |
| 1996 | Chris Boardman          |
| 1997 | Marcelino García Alonso |
| 1998 | Bobby Julich            |
| 1999 | Jens Voigt              |
| 2000 | Abraham Olano           |
| 2001 | Rick Verbrugghe         |
| 2002 | José Martinez           |
| 2003 | Laurent Brochard        |
| 2004 | Jens Voigt              |
| 2005 | Bobby Julich            |
| 2006 | Ivan Basso              |
| 2007 | Jens Voigt              |
| 2008 | Jens Voigt              |
| 2009 | Jens Voigt              |
| 2010 | Pierrick Fedrigo        |
| 2011 | Fränk Schleck           |
| 2012 | Cadel Evans             |
| 2013 | Chris Froome            |
| 2014 | Jean-Christophe Péraud  |
| 2015 | Jean-Christophe Péraud  |
| 2016 | Thibaut Pinot           |